# İbrahim (Sultan)

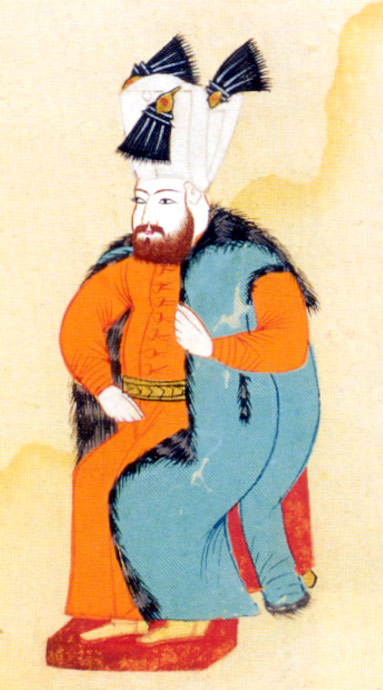
Sultan İbrahim

İbrahim (* 4. November 1615 in Konstantinopel; † 18. August 1648 ebenda), auch İbrahim der Verrückte (türk. deli), war von 1640 bis 1648 Sultan des Osmanischen Reiches.

## Leben
İbrahim musste während der Herrschaft seines Bruders im Kafes (Prinzengefängnis, Prinzenkäfig) leben, da der im Osmanischen Reich übliche Brudermord von seinem Vater Ahmed I. abgeschafft wurde. Er war schon bei Besteigung des Throns wahnsinnig, da sich das Leben im Käfig vermutlich nachteilig auf seine Psyche ausgewirkt hatte.
Nach dem Tode seines Bruders Murad IV. zögerte İbrahim zunächst, den Thron zu besteigen, da er eine Intrige und einen Anschlag seitens seines (seiner Meinung nach noch lebenden) Bruders befürchtete. Als das Palastpersonal zu seinem Prinzengefängnis kam, um ihn zum neuen Sultan zu machen, verriegelte er die Tür. Erst seine Mutter Kösem Mahpeyker konnte ihn, mit der Herbeibringung des Leichnams seines Bruders als Beweis, dazu überreden, das Prinzengefängnis Kafes zur Thronbesteigung zu verlassen. Einen großen Teil seiner Zeit als Sultan verbrachte er mit sexuellen Vergnügungen in seinem Harem.
Er verfügte über sieben Haseki (Hauptfrauen des Sultans), bis ihm die achte Dame mit dem Beinamen Telli angetraut wurde. Diese achte Ehefrau wurde nun die Lieblingsfrau des Sultans; ihr Name „Telli“ bedeutet zwar wortwörtlich „die Drahtige“, gemeint ist jedoch der übertragene Sinn mit „die Verwöhnte“, „die Empfindliche“. Eine andere Hauptfrau von İbrahim trug z. B. den Beinamen Sadschibaghli (Saçıbağlı), was „die mit den aufgebundenen Haaren“ bedeutet.
Neben diesen Hauptfrauen hatte der Sultan mehrere Konkubinen, jedoch wurde jede Frau, die zu viel Macht erlangte, gezielt von seiner dominanten Mutter ausgeschaltet.
İbrahim war auch am Erwerb von Zobelfellen und wohlriechenden Blumen interessiert, die Regierungsgeschäfte überließ er jedoch weitgehend seiner Mutter, der Valide Sultan.

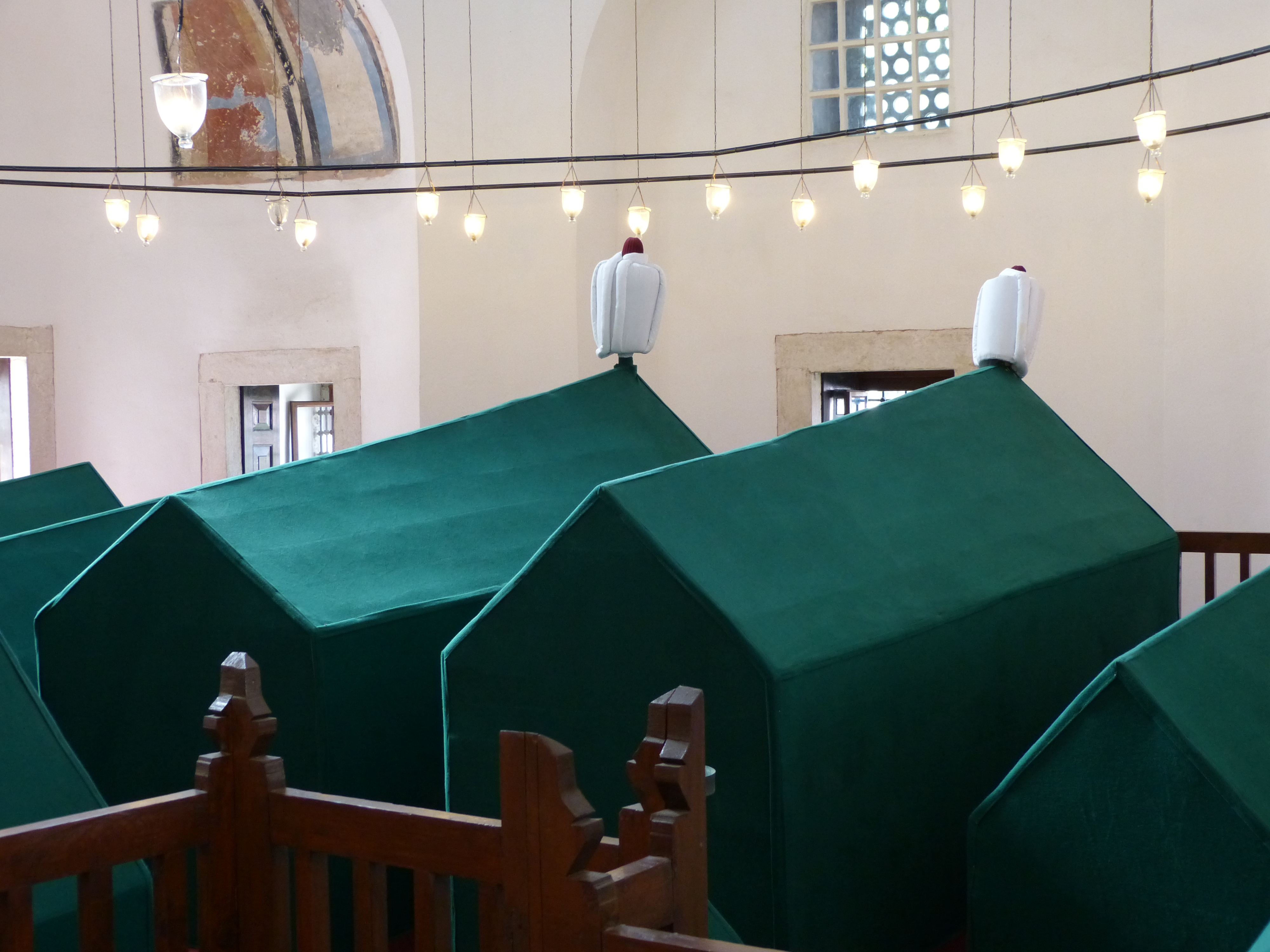
Türben seines Onkels Mustafa I. (links) und von Sultan İbrahim (rechts)

İbrahims mentaler Zustand verschlechterte sich während der letzten Monate vor seinem Tod zusehends. Eine Reihe osmanischer Beamter hatte den guten Willen des Sultans ausgenutzt und sich bereichert; das Militär sah seine Stellung in Gefahr. Am 7. August 1648 richtete daher ein Militärkommando der Janitscharen zunächst den Großwesir Hezarpare Ahmed Pascha hin, der, nachdem er zerstückelt worden war, seinen historischen Beinamen Hezarpare („Tausendstücke“) erhielt. Nur wenige Tage später wurde auch İbrahim vom Militär abgesetzt und schließlich gehängt.

## Politik
İbrahim griff nur selten in die Politik ein, die Regierungsgeschäfte wurden weitgehend von seiner Mutter geführt. 
Er forcierte einen Krieg um die Insel Kreta gegen Venedig, bei dem die Venezianer in einigen Schlachten in der Ägäis erfolgreich waren, unter der Herrschaft von İbrahims Nachfolger Mehmed IV. 1669 Kreta aber letztlich den Osmanen überlassen mussten.
In die Regierungszeit İbrahims fällt die Schließung der meisten osmanischen Silberminen in Rumelien.

## Populärkultur
İbrahim ist einer der Helden eines herzegowinischen Guslaliedes.